# NGC 72
NGC 72 este o galaxie spirală barată din constelația Andromeda, membră a grupului NGC 68. A fost descoperită de către R.J. Mitchell în 7 octombrie 1855. Această galaxie are o magnitudine aparentă de 13,5.